# ルイス・メンドーサ
ルイス・アロンソ・メンドーサ・ロドリゲス（Luis Alonso Mendoza Rodríguez, 1983年10月31日 - ）は、メキシコベラクルス州ベラクルス出身の元プロ野球選手（投手）。右投右打。現在はメキシカンリーグのグアダラハラ・マリアッチスのGMを務める。日本ハム時代の愛称は「メンディ」。

## 経歴

### レッドソックス・パドレス時代
2000年に、アマチュア・フリーエージェントでボストン・レッドソックスに入団。1A+に在籍していた2005年には、7月8日にウェーバーでサンディエゴ・パドレスに移籍したが、20日後の7月28日に再びウェーバーでレッドソックスに復帰した。

### レンジャーズ時代
2006年7月30日に、ブライアン・コーリーとの交換トレードでテキサス・レンジャーズに移籍した。
2007年には、9月8日の対オークランド・アスレチックス戦に、先発投手としてMLBデビューを果たした。
2008年には、MLB公式戦25試合に登板。11試合で先発を任されたが、防御率が8.36にまで達した。
2009年には、8月14日に3Aでノーヒットノーランを達成したが、MLB公式戦での登板はわずか1試合だった。

### ロイヤルズ時代
2010年4月2日に、金銭トレードでカンザスシティ・ロイヤルズに移籍した。
2011年には、7月18日に3Aで自身2度目のノーヒットノーランを達成。しかし、セーフと判定された安打性の打球（記録は失策）について、試合後に審判員が誤審を認めた（判定自体は覆らず）。
2012年には、MLB公式戦で自己最多の30試合に登板。25試合で先発を任されると、8勝を挙げるとともに、シーズン最終登板で自身初の規定投球回到達を果たした。
2013年には、開幕前の3月に開催された第3回ワールド・ベースボール・クラシック（WBC）の本大会に、メキシコ代表として出場。本大会の終了後にチームへ復帰すると、MLB公式戦15試合に登板した。しかし、2勝6敗と振るわず、11月11日付でフリーエージェントの対象になった。その一方で、MLBのシーズン終了後には、母国のウィンターリーグであるリーガ・メヒカーナ・デル・パシフィコへ参加。所属したヤキス・デ・オブレゴンのリーグ優勝によってカリビアンシリーズにも出場すると、MVPに選ばれた。

### 日本ハム時代
2013年11月12日に、北海道日本ハムファイターズがメンドーサとの入団契約で合意に達したことを発表した。2015年シーズン終了までの2年契約で、背番号は15。

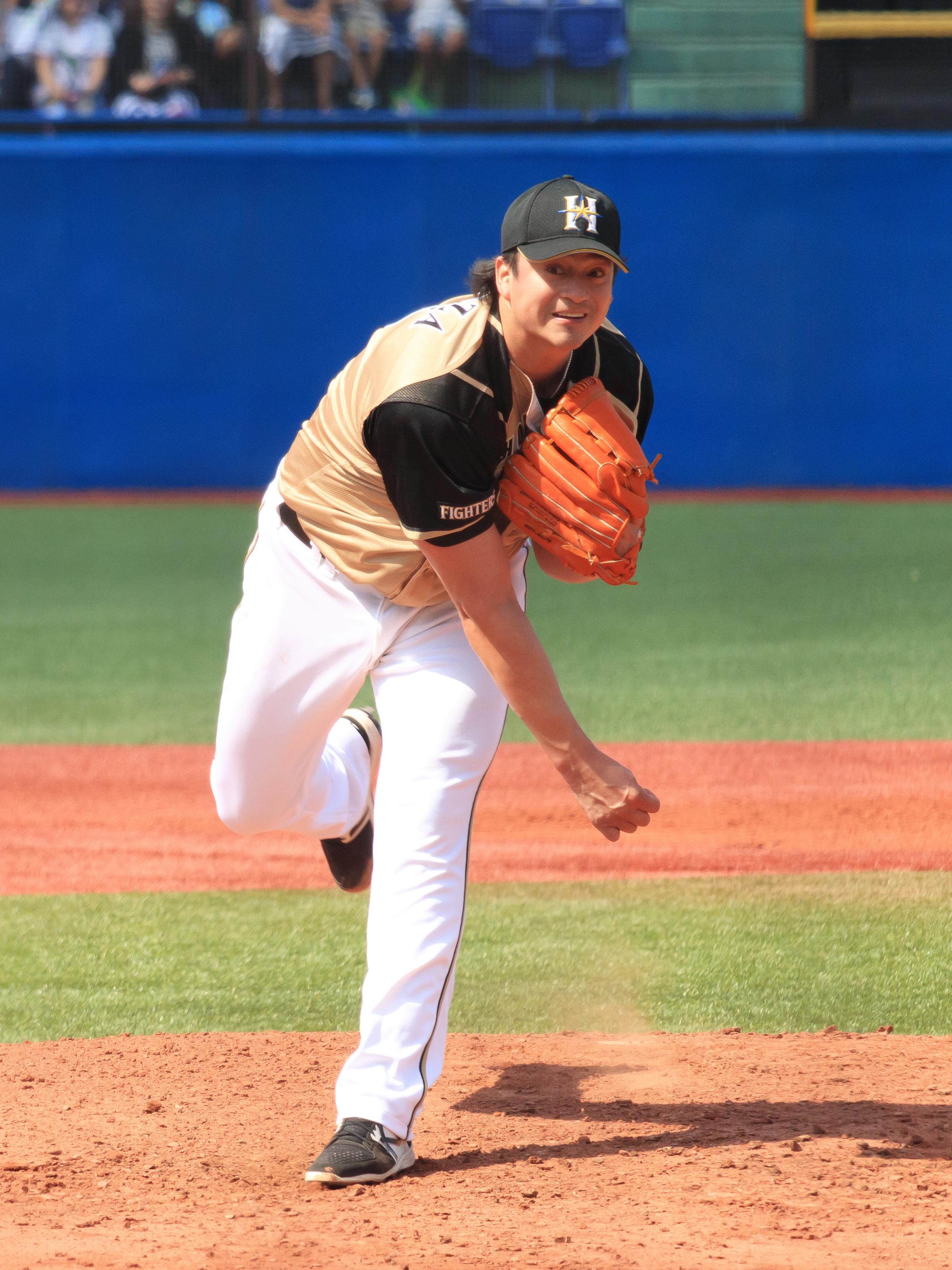
2017年6月17日（日本ハム時）に投球をするメンドーサ

2014年には、チームの公式戦開幕4試合目であった4月1日の対福岡ソフトバンクホークス戦（福岡 ヤフオク!ドーム）に先発投手として来日初登板を果たすと、6回2/3を1失点に抑えて公式戦初勝利を挙げた。日本ハムと契約した外国人投手が、NPBの一軍公式戦で初登板・初先発・初勝利を同時に記録した事例は、2003年のクリス・シールバック以来12年ぶりだった。その後も、シーズンを通じて一軍先発陣の一角に定着。9月11日の対ソフトバンク戦（東京ドーム）で来日後初めての完投勝利を挙げたが、一軍公式戦全体では、26試合の登板で7勝13敗と負け越した。
2015年には、一軍公式戦26試合に登板。先発登板25試合で10勝8敗という成績を残したほか、6月10日の対読売ジャイアンツ戦（札幌ドーム）では、来日後初めての救援登板でホールドを記録した。このシーズンには、前述した2年契約の満了に備えて、MLB球団のスカウトがメンドーサの登板試合を頻繁に視察。しかし、ポストシーズン中の10月24日には、球団がメンドーサとの再契約で合意したことを発表した。
2016年のレギュラーシーズンには、主に先発投手として一軍公式戦23試合に登板。チームはパシフィック・リーグ（パ・リーグ）優勝を経てクライマックスシリーズへ進出したものの、メンドーサ自身はレギュラーシーズンで7勝8敗と負け越したことから、ポストシーズンで救援要員に回った。ソフトバンクとのCSファイナルステージでは登板機会がなかったが、チームのステージ突破で臨んだ広島東洋カープとの日本シリーズには2試合に登板。シリーズ2試合目の登板であった10月27日の第5戦（札幌ドーム）では、2回表1死満塁のピンチで先発投手の加藤貴之から交代すると、5回2/3を無失点で凌いだ。日本シリーズに救援で登板した外国人投手が、5イニング以上を投げて無失点に抑えた事例は、シリーズ史上初めてであった。メンドーサ自身は勝利投手にはなれなかったが、チームは降板後に逆転勝利。第6戦で日本シリーズ制覇を決めた。
2017年には、チームの主力打者で前年度パ・リーグ本塁打王のブランドン・レアードと共に、第4回WBC本大会へメキシコ代表として出場。3月9日の1次リーグD組・対イタリア戦では、先発で4回2失点という内容ながら、メキシコ代表としてはこの大会唯一の勝利投手になった。メキシコ代表はD組の最下位で決勝ラウンドへ進めなかったため、オープン戦の終盤からは、レアードと共にチームへ再び合流している。レギュラーシーズンでは、主に先発投手として、一軍公式戦で開幕から20試合に登板。防御率をおおむね3点台にとどめていたが、打線の援護に恵まれなかったこともあって、3勝7敗にとどまった。さらに、チームは開幕から下位に低迷。CS進出の可能性がほぼ消滅した7月以降は、若手選手を積極的に起用する方針に転じた。メンドーサも、この影響で先発登板の機会が減少。7月には救援で3試合に登板したが、先発に復帰した8月18日の対埼玉西武ライオンズ戦（札幌ドーム）では、8回途中無失点の好投で自身89日振りの勝利を挙げた。先発登板の機会を求めて他球団への移籍を希望し、球団もその希望に沿って、NPBにウェイバー公示を申請した結果、8月24日付で公示された。

### 阪神時代
2017年8月30日に、阪神タイガースがNPBに対して、ウェイバー公示中のメンドーサを獲得することを申請。翌31日には、日本ハム球団との間でメンドーサの保有権譲渡に関する契約が成立したことを発表した。NPBの野球協約第13章第119条「選手契約の譲渡（優先順位）」の適用による移籍で、背番号は75。
移籍後は、9月3日の対中日ドラゴンズ戦で、先発投手としてセ・リーグ公式戦に初登板。日本ハムでの最終登板から中15日で臨んだが、7回4失点という内容で敗戦投手になった。9月18日の対広島戦（いずれも甲子園）では、前年の日本シリーズでの好投（前述）を買われて先発に起用。セ・リーグの優勝マジック1で甲子園に乗り込んだ広島打線を相手に、5回を2失点で凌いだ。1点ビハインドでの降板後にチームがいったん同点に追い付いたため、メンドーサ自身に勝敗は付かなかったが、救援陣が終盤に再び勝ち越しを許した末にチームは敗戦。この敗戦によって、広島のセ・リーグ2連覇が決まった。メンドーサ自身は、二軍での調整を経て、9月29日の対横浜DeNAベイスターズ戦（横浜スタジアム）にも先発で登板。4回4失点という内容で黒星が付いた末に、翌9月30日付で出場選手登録を抹消され、阪神移籍後は未勝利のままレギュラーシーズンを終えた。
メンドーサが阪神と契約した8月31日は、この年のCSや日本シリーズに出場するための契約期限の最終日でもあった。さらに、阪神がレギュラーシーズン2位でDeNAとのCSファーストステージ（甲子園）へ進んだため、メンドーサには日本ハム時代の前年に続いてポストシーズンの試合へ登板する可能性があった。しかし実際には、メッセンジャーがレギュラーシーズンの最終盤から、先発要員として一軍に復帰。チームもCSファーストステージ第3戦でステージ敗退が決まったため、メンドーサはポストシーズンの試合へ登板することなく、第3戦の翌日10月18日にメキシコへ帰国した。
帰国から1ヶ月後の11月22日からは、ウィンターリーグのヤキス・デ・オブレゴンで4シーズン振りにプレー。DeNAから派遣されていた乙坂智のチームメイトになった。その一方で、阪神への残留を希望していたが、球団はメッセンジャー、マルコス・マテオ、ラファエル・ドリスを残留させることを優先。さらに、呂彦青、ディエゴ・モレノ、ウィリン・ロサリオを相次いで獲得したため、12月2日にNPBから自由契約選手として公示された。阪神での在籍期間は3か月間で、球団の歴代所属投手では最も短く、野手を含めてもヤンガービス・ソラーテ（2019年シーズンの途中に2か月間在籍）に次ぐ短さである。

### メキシカンリーグ時代
2018年4月17日に、メキシカンリーグのメキシコシティ・レッドデビルズへ入団することが発表された。背番号は、ロイヤルズ時代にも着用していた39で、幼馴染みで少年野球でも一緒だったルイス・クルーズ（前年限りで楽天を退団した内野手）と再びチームメイトになった。
2019年には、クルーズと共に野球メキシコ代表の一員として来日すると、3月9日に野球日本代表との強化試合（京セラドーム大阪）で先発登板。日本では阪神からの退団以来約1年半ぶりのマウンドで、2回を投げて1失点という内容だった。4月13日にユカタン・ライオンズに移籍した。
2020年1月31日にプエブラ・パロッツと契約した。

### 引退後
2020年限りで現役を引退し、2021年より、メキシカンリーグの新球団であるグアダラハラ・マリアッチスのGMに就任した。

## 詳細情報

### 年度別投手成績
| 年 度    | 球 団    | 登 板 | 先 発 | 完 投 | 完 封 | 無 四 球 | 勝 利 | 敗 戦 | セ 丨 ブ | ホ 丨 ル ド | 勝 率 | 打 者 | 投 球 回 | 被 安 打 | 被 本 塁 打 | 与 四 球 | 敬 遠 | 与 死 球 | 奪 三 振 | 暴 投 | ボ 丨 ク | 失 点 | 自 責 点 | 防 御 率 | W H I P |
| -------- | -------- | ----- | ----- | ----- | ----- | -------- | ----- | ----- | -------- | ----------- | ----- | ----- | -------- | -------- | ----------- | -------- | ----- | -------- | -------- | ----- | -------- | ----- | -------- | -------- | ------- |
| 2007     | TEX      | 6     | 3     | 0     | 0     | 0        | 1     | 0     | 0        | 0           | 1.000 | 64    | 16.0     | 13       | 1           | 4        | 0     | 2        | 7        | 0     | 0        | 4     | 4        | 2.25     | 1.06    |
| 2008     | TEX      | 25    | 11    | 0     | 0     | 0        | 3     | 8     | 1        | 0           | .273  | 316   | 63.1     | 97       | 7           | 25       | 4     | 6        | 35       | 5     | 0        | 74    | 61       | 8.67     | 1.93    |
| 2009     | TEX      | 1     | 0     | 0     | 0     | 0        | 0     | 0     | 0        | 0           | ----  | 7     | 1.0      | 2        | 1           | 1        | 0     | 1        | 0        | 0     | 0        | 4     | 4        | 36.00    | 3.00    |
| 2010     | KC       | 4     | 0     | 0     | 0     | 0        | 0     | 1     | 0        | 0           | .000  | 25    | 4.0      | 10       | 4           | 3        | 0     | 0        | 1        | 0     | 0        | 10    | 10       | 22.50    | 3.25    |
| 2011     | KC       | 2     | 2     | 0     | 0     | 0        | 2     | 0     | 0        | 0           | 1.000 | 60    | 14.2     | 11       | 0           | 5        | 0     | 2        | 7        | 0     | 0        | 3     | 2        | 1.23     | 1.09    |
| 2012     | KC       | 30    | 25    | 0     | 0     | 0        | 8     | 10    | 0        | 0           | .444  | 709   | 166.0    | 176      | 15          | 59       | 3     | 11       | 104      | 6     | 2        | 84    | 78       | 4.23     | 1.42    |
| 2013     | KC       | 22    | 15    | 0     | 0     | 0        | 2     | 6     | 0        | 0           | .250  | 419   | 94.0     | 106      | 10          | 43       | 0     | 3        | 54       | 10    | 1        | 60    | 56       | 5.36     | 1.59    |
| 2014     | 日本ハム | 26    | 26    | 1     | 0     | 0        | 7     | 13    | 0        | 0           | .350  | 698   | 162.0    | 170      | 6           | 45       | 1     | 10       | 119      | 13    | 1        | 75    | 70       | 3.89     | 1.33    |
| 2015     | 日本ハム | 26    | 25    | 1     | 0     | 1        | 10    | 8     | 0        | 1           | .556  | 626   | 148.2    | 134      | 8           | 62       | 1     | 8        | 85       | 6     | 1        | 63    | 58       | 3.51     | 1.32    |
| 2016     | 日本ハム | 23    | 22    | 0     | 0     | 0        | 7     | 8     | 0        | 1           | .467  | 573   | 132.1    | 135      | 13          | 45       | 2     | 4        | 77       | 7     | 0        | 64    | 57       | 3.88     | 1.36    |
| 2017     | 日本ハム | 20    | 17    | 0     | 0     | 0        | 3     | 7     | 0        | 0           | .300  | 437   | 99.2     | 106      | 9           | 38       | 1     | 8        | 56       | 5     | 0        | 45    | 44       | 3.97     | 1.44    |
| 2017     | 阪神     | 4     | 4     | 0     | 0     | 0        | 0     | 2     | 0        | 0           | .000  | 90    | 21.0     | 22       | 2           | 6        | 0     | 1        | 15       | 1     | 0        | 12    | 12       | 5.14     | 1.33    |
| '17計    | 阪神     | 24    | 21    | 0     | 0     | 0        | 3     | 9     | 0        | 0           | .250  | 527   | 120.2    | 128      | 11          | 44       | 1     | 9        | 71       | 6     | 0        | 57    | 56       | 4.18     | 1.43    |
| MLB：7年 | MLB：7年 | 90    | 56    | 0     | 0     | 0        | 16    | 25    | 1        | 0           | .390  | 1600  | 359.0    | 415      | 38          | 140      | 7     | 25       | 208      | 21    | 3        | 239   | 215      | 5.39     | 1.55    |
| NPB：4年 | NPB：4年 | 99    | 94    | 2     | 0     | 1        | 27    | 38    | 0        | 2           | .415  | 2424  | 563.2    | 567      | 38          | 196      | 5     | 31       | 352      | 32    | 2        | 259   | 241      | 3.85     | 1.33    |

- 2020年度シーズン終了時
- 各年度の太字はリーグ最高

### 記録
NPB初記録
投手記録
- 初登板・初先発登板・初勝利・初先発勝利：2014年4月1日、対福岡ソフトバンクホークス1回戦（福岡 ヤフオク!ドーム）、6回2/3を1失点
- 初奪三振：同上、4回裏に今宮健太から見逃し三振
- 初完投・初完投勝利：2014年9月11日、対福岡ソフトバンクホークス23回戦（東京ドーム）、9回3被安打2失点6奪三振

打撃記録
- 初打点：2017年9月10日、対横浜DeNAベイスターズ20回戦（阪神甲子園球場）、2回裏に濵口遥大から左犠飛[28]

### 背番号
- 32 （2007年）
- 46 （2008年 - 2009年）
- 39 （2010年 - 2013年、2018年 - 2020年）
- 15 （2014年 - 2017年途中）
- 75 （2017年途中 - 同年終了）